# 一山本大生

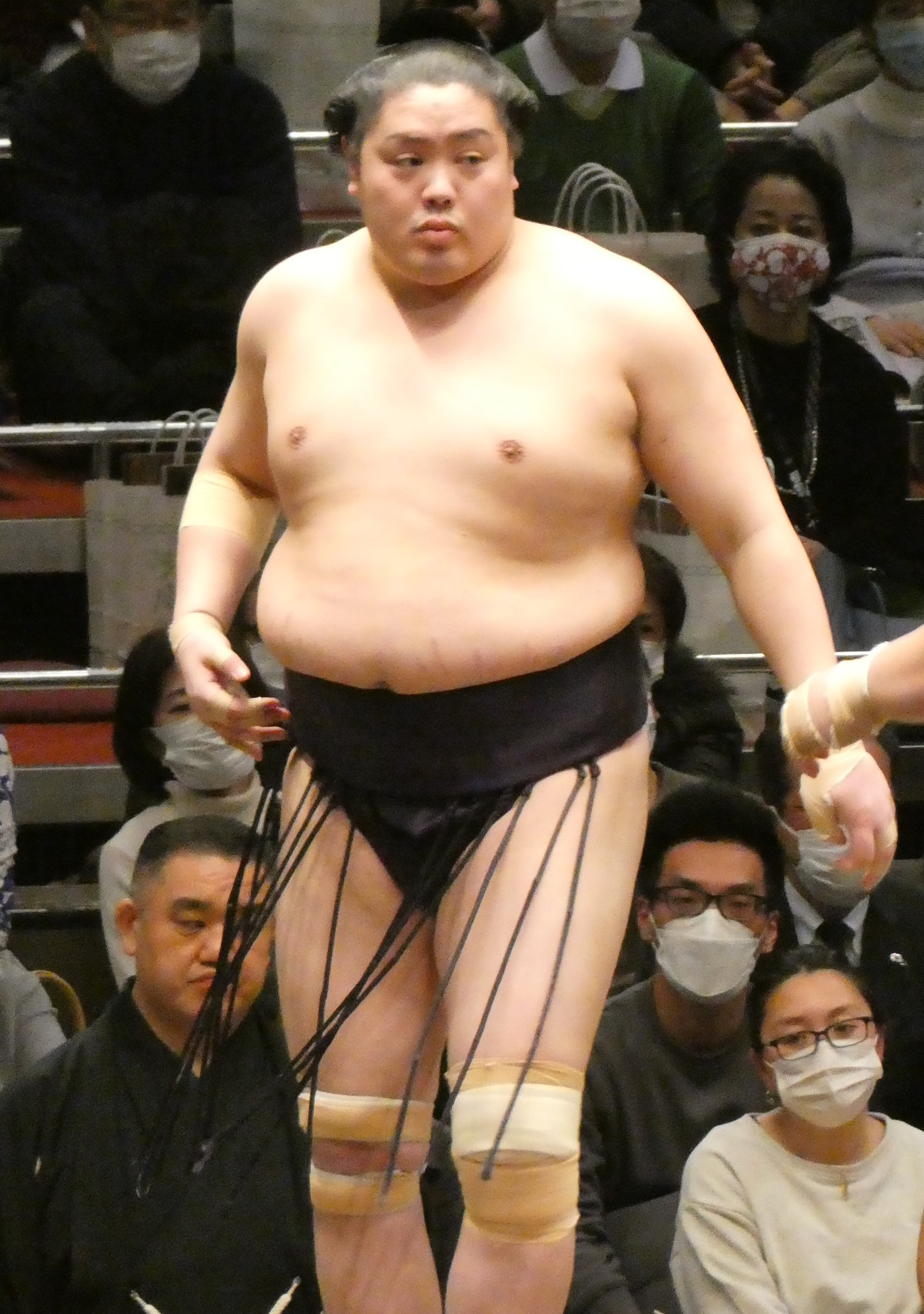

一山本大生（1993年10月1日—），原名山本大生，日本北海道岩内郡岩内町出身的現役大相撲力士，身高187cm、體重148kg、血型B型。最高位西前頭6枚目（2024年1月場所）。所屬相撲部屋是放駒部屋(入門時是二所之關部屋)。
他是家中三子，小學時受母親勸說學習相撲，後入讀中央大學商学部目標是成為公務員，但與一般力士不同，他是23歲才入門(按日本相撲協會規定已超齡)，他在2017年3月初次比賽並得到序之口級別優勝。他在2019年7月晉級十兩，但在3個場所後降回幕下，他在2021年7月晉級幕內。